# Associazione Sportiva Frosinone 1984-1985
Questa voce raccoglie le informazioni riguardanti l'Associazione Sportiva Frosinone nelle competizioni ufficiali della stagione 1984-1985.

## Rosa
| N. |                   | Ruolo | Calciatore       |
| -- | ----------------- | ----- | ---------------- |
|    | Italia (bandiera) | C     | Stefano Amadio   |
|    | Italia (bandiera) | D     | Giorgio Benini   |
|    | Italia (bandiera) | A     | Gerardo Berardi  |
|    | Italia (bandiera) | P     | Marco Cari       |
|    | Italia (bandiera) | D     | Fabio Ciavattini |
|    | Italia (bandiera) | P     | Giuliano Cirilli |
|    | Italia (bandiera) | C     | Giorgio Davato   |
|    | Italia (bandiera) | C     | Luciano De Paola |
|    | Italia (bandiera) | D     | Marco Di Saverio |
|    | Italia (bandiera) | C     | Raffaele Di Liso |
|    | Italia (bandiera) | A     | Luciano Gaudino  |

| N. |                   | Ruolo | Calciatore          |
| -- | ----------------- | ----- | ------------------- |
|    | Italia (bandiera) | C     | Leonardo Giacalone  |
|    | Italia (bandiera) |       | Gonini              |
|    | Italia (bandiera) |       | Guazzoli            |
|    | Italia (bandiera) | D     | Ivano Martini       |
|    | Italia (bandiera) | C     | Raniero Pellegrini  |
|    | Italia (bandiera) | A     | Fabrizio Perrotti   |
|    | Italia (bandiera) | D     | Massimo Pietrantoni |
|    | Italia (bandiera) |       | Scarnato            |
|    | Italia (bandiera) | D     | Roberto Sesena      |
|    | Italia (bandiera) | A     | Mauro Viviani       |

## Risultati

### Campionato

#### Girone di andata
| 23 settembre 1984 1ª giornata | Frosinone | 4 – 1 | Siracusa |  |

| 30 settembre 1984 2ª giornata | Afragolese | 3 – 0 | Frosinone |  |

| 7 ottobre 1984 3ª giornata | Frosinone | 1 – 0 | Rende |  |

| 14 ottobre 1984 4ª giornata | Ercolanese | 0 – 0 | Frosinone |  |

| 21 ottobre 1984 5ª giornata | Frosinone | 1 – 1 | Canicattì |  |

| 28 ottobre 1984 6ª giornata | Gladiator | 2 – 3 | Frosinone |  |

| 4 novembre 1984 7ª giornata | Frosinone | 0 – 0 | Licata |  |

| 11 novembre 1984 8ª giornata | Crotone | 1 – 2 | Frosinone |  |

| 18 novembre 1984 9ª giornata | Alcamo | 2 – 1 | Frosinone |  |

| 25 novembre 1984 10ª giornata | Frosinone | 1 – 0 | Nissa |  |

| 2 dicembre 1984 11ª giornata | Ischia Isolaverde | 3 – 0 | Frosinone |  |

| 9 dicembre 1984 12ª giornata | Frosinone | 2 – 0 | Potenza |  |

| 16 dicembre 1984 13ª giornata | Frosinone | 0 – 0 | Paganese |  |

| 23 dicembre 1984 14ª giornata | Turris | 2 – 1 | Frosinone |  |

| 6 gennaio 1985 15ª giornata | Frosinone | 1 – 0 | Aesernia |  |

| 13 gennaio 1985 16ª giornata | Frattese | 0 – 3 | Frosinone |  |

| 20 gennaio 1985 17ª giornata | Frosinone | 0 – 0 | Sorrento |  |

#### Girone di ritorno
| 3 febbraio 1985 18ª giornata | Siracusa | 1 – 1 | Frosinone |  |

| 10 febbraio 1985 19ª giornata | Frosinone | 0 – 0 | Afragolese |  |

| 17 febbraio 1985 20ª giornata | Rende | 2 – 1 | Frosinone |  |

| 24 febbraio 1985 21ª giornata | Frosinone | 3 – 2 | Ercolanese |  |

| 3 marzo 1985 22ª giornata | Canicattì | 0 – 0 | Frosinone |  |

| 10 marzo 1985 23ª giornata | Frosinone | 1 – 0 | Gladiator |  |

| 17 marzo 1985 24ª giornata | Licata | 1 – 0 | Frosinone |  |

| 24 marzo 1985 25ª giornata | Frosinone | 2 – 0 | Crotone |  |

| 6 aprile 1985 26ª giornata | Frosinone | 1 – 0 | Alcamo |  |

| 14 aprile 1985 27ª giornata | Nissa | 1 – 1 | Frosinone |  |

| 21 aprile 1985 28ª giornata | Frosinone | 2 – 1 | Ischia Isolaverde |  |

| 5 maggio 1985 29ª giornata | Potenza | 1 – 1 | Frosinone |  |

| 12 maggio 1985 30ª giornata | Paganese | 0 – 2 | Frosinone |  |

| 19 maggio 1985 31ª giornata | Frosinone | 2 – 0 | Turris |  |

| 26 maggio 1985 32ª giornata | Aesernia | 0 – 0 | Frosinone |  |

| 2 giugno 1985 33ª giornata | Frosinone | 1 – 2 | Frattese |  |

| 9 giugno 1985 34ª giornata | Sorrento | 0 – 0 | Frosinone |  |